# Campeonato Mundial de Taekwondo de 1982
O Campeonato Mundial de Taekwondo de 1982 foi a 5ª edição do evento, organizado pela Federação Mundial de Taekwondo (WTF) entre 24 de fevereiro a 27 de fevereiro de 1982. A competição foi realizada no Coliseu Cerrado, em Guayaquil, Equador. 

## Resultados
Os resultados foram os seguintes. 
Masculino
| Evento        | Ouro                           | Prata                        | Bronze                               |
| Até 48 kg     | Equador · José Cedeño          | México · César Rodríguez     | Estados Unidos · Dae Sung Lee        |
| Até 48 kg     | Equador · José Cedeño          | México · César Rodríguez     | Espanha · Emilio Azofra              |
| Até 52 kg     | Coreia do Sul Jeon Woong-hwan  | Taipé Chinesa · Su Chen-chia | Alemanha Ocidental · Turgay Ertuğrul |
| Até 52 kg     | Coreia do Sul Jeon Woong-hwan  | Taipé Chinesa · Su Chen-chia | México · Fernando Celada             |
| Até 56 kg     | Coreia do Sul Kim Yong-ki      | Espanha · Jesús Benito       | Países Baixos · Jimmy de Fretes      |
| Até 56 kg     | Coreia do Sul Kim Yong-ki      | Espanha · Jesús Benito       | Estados Unidos · Chung Sik Choi      |
| Até 60 kg     | Coreia do Sul Chang Myung-sam  | México · Ignacio Blanco      | Itália · Raffaele Marchione          |
| Até 60 kg     | Coreia do Sul Chang Myung-sam  | México · Ignacio Blanco      | Taipé Chinesa · Kao Ming-lu          |
| Até 64 kg     | Coreia do Sul Park Oh-sung     | Espanha · Juan Rosales       | Estados Unidos · Alfonso Qahhaar     |
| Até 64 kg     | Coreia do Sul Park Oh-sung     | Espanha · Juan Rosales       | França · Philippe Bouedo             |
| Até 68 kg     | Coreia do Sul Park Cheon-jae   | México · Óscar Mendiola      | Espanha · José Alonso                |
| Até 68 kg     | Coreia do Sul Park Cheon-jae   | México · Óscar Mendiola      | Reino Unido · Lindsay Lawrence       |
| Até 73 kg     | Coreia do Sul Jeong Kook-hyun  | Equador · Duvan Cangá        | Espanha · Francisco Garrido          |
| Até 73 kg     | Coreia do Sul Jeong Kook-hyun  | Equador · Duvan Cangá        | Alemanha Ocidental · Helmut Gärtner  |
| Até 78 kg     | Coreia do Sul Kim Sang-chun    | Bahrein · Rashid Hassan      | México · Javier Mayen                |
| Até 78 kg     | Coreia do Sul Kim Sang-chun    | Bahrein · Rashid Hassan      | Estados Unidos · Earl Taylor         |
| Até 84 kg     | Coreia do Sul Ha Yong-seong    | Egito · Medhat Mansy Fahim   | Países Baixos · Oude Luttikhuis      |
| Até 84 kg     | Coreia do Sul Ha Yong-seong    | Egito · Medhat Mansy Fahim   | Espanha · Ireno Fargas               |
| Mais de 84 kg | Alemanha Ocidental · Dirk Jung | Estados Unidos · Kim Royce   | Espanha · Rafael Devesa              |
| Mais de 84 kg | Alemanha Ocidental · Dirk Jung | Estados Unidos · Kim Royce   | Itália · Dario Scalella              |

## Quadro de medalhas
O quadro de medalhas foi publicado. 
| Ordem | País               | Medalha de ouro | Medalha de prata | Medalha de bronze | Total |
| ----- | ------------------ | --------------- | ---------------- | ----------------- | ----- |
| 1     | Coreia do Sul      | 8               | 0                | 0                 | 8     |
| 2     | Equador            | 1               | 1                | 0                 | 2     |
| 3     | Alemanha Ocidental | 1               | 0                | 2                 | 3     |
| 4     | México             | 0               | 3                | 2                 | 5     |
| 5     | Espanha            | 0               | 2                | 5                 | 7     |
| 6     | Estados Unidos     | 0               | 1                | 4                 | 5     |
| 7     | Taipé Chinesa      | 0               | 1                | 1                 | 2     |
| 8     | Bahrein            | 0               | 1                | 0                 | 1     |
| 8     | Egito              | 0               | 1                | 0                 | 0     |
| 10    | Itália             | 0               | 0                | 2                 | 2     |
| 10    | Países Baixos      | 0               | 0                | 2                 | 2     |
| 12    | França             | 0               | 0                | 1                 | 0     |
| 12    | Reino Unido        | 0               | 0                | 1                 | 0     |
| Total | Total              | 10              | 10               | 20                | 40    |